# Zillingtal
Zillingtal (kroatiska: Celindrof, ungerska: Völgyfalva) är en ort och kommun i Österrike. Den ligger i distriktet Eisenstadt-Umgebung i förbundslandet Burgenland, i den östra delen av landet, 40 km söder om huvudstaden Wien. Zillingtal ligger 214 meter över havet och antalet invånare 2023 är 1 005.